# Гидроксид лития
Гидроксид лития — неорганическое основание щелочного металла лития, имеющее формулу LiOH. Является сильным основанием, но наиболее слабым основанием среди щелочных металлов.

## Физические свойства
Гидроксид лития при стандартных условиях представляет собой бесцветные кристаллы с тетрагональной решёткой. При работе с ним необходимо проявлять осторожность, избегать попадания на кожу и слизистые оболочки, обязательно требуются защитные очки.
Растворяется в воде, 12,24 г/100 мл при 25 °C, растворимость с температурой практически не повышается.
В этаноле, в отличие от гидроксида натрия, почти не растворяется.

## Получение
- Взаимодействие металлического лития с водой:

{\displaystyle {\mathsf {2\ Li+2\ H_{2}O\longrightarrow 2\ LiOH+\ H_{2}\uparrow }}}
- Взаимодействие оксида лития с водой:

{\displaystyle {\mathsf {Li_{2}O+\ H_{2}O\longrightarrow 2\ LiOH}}}
- Взаимодействие карбоната лития с гидроксидом кальция:

{\displaystyle {\mathsf {Li_{2}CO_{3}+\ Ca(OH)_{2}\longrightarrow 2\ LiOH+\ CaCO_{3}\downarrow }}}
- Обменными реакциями:

{\displaystyle {\mathsf {Li_{2}SO_{4}+\ Ba(OH)_{2}\longrightarrow 2\ LiOH+\ BaSO_{4}\downarrow }}}

## Химические свойства
- Взаимодействие с кислотами с образованием соли и воды (реакция нейтрализации):

{\displaystyle {\mathsf {LiOH+\ HCl\longrightarrow \ LiCl+\ H_{2}O}}}
{\displaystyle {\mathsf {2\ LiOH+\ H_{2}SO_{4}\longrightarrow \ Li_{2}SO_{4}+2\ H_{2}O}}}
- Взаимодействие с кислотными оксидами с образованием соли и воды:

{\displaystyle {\mathsf {2\ LiOH+\ CO_{2}\longrightarrow \ Li_{2}CO_{3}+\ H_{2}O}}}
{\displaystyle {\mathsf {2\ LiOH+\ SO_{3}\longrightarrow \ Li_{2}SO_{4}+\ H_{2}O}}}
- При нагревании в инертной атмосфере (Ar) разлагается (диссоциация) :

{\displaystyle {\mathsf {2\ LiOH{\xrightarrow {800^{o}C,Ar}}\ Li_{2}O+\ H_{2}O}}}
- Находясь в растворе, взаимодействует с хлором. Образуемый продукт зависит от температуры раствора[4]:

{\displaystyle {\mathsf {2LiOH+Cl_{2}\xrightarrow {low\ \tau ^{o}C} \ LiClO+LiCl+H_{2}O}}}
{\displaystyle {\mathsf {6LiOH+3Cl_{2}\xrightarrow {\tau ^{o}C} \ LiClO_{3}+5LiCl+3H_{2}O}}}

## Применение
Гидроксид лития используют для получения солей лития; как компонент электролитов в щелочных аккумуляторах и поглотитель углекислого газа в противогазах, подводных лодках и космических кораблях. Он также используется как катализатор полимеризации. Применяется в стекольной и керамической промышленности. При производстве водоупорных смазочных материалов - литиевых смазок (содержащих стеарат лития - литиевое мыло), обладающих механической стабильностью в широком диапазоне температур.